# Taiga Matsunaga
Taiga Matsunaga (japanisch 松永 大雅 Matsunaga Taiga; * 12. April 1998 in der Präfektur Saga) ist ein japanischer Fußballspieler.

## Karriere
Taiga Matsunaga erlernte das Fußballspielen in der Jugendmannschaft von SPM Valentia Saga, in der Schulmannschaft der Ryukoku High School sowie in der Universitätsmannschaft der Shizuoka Sangyo University. 2021 ging er nach Thailand, wo er einen Vertrag beim Drittligisten Thonburi United FC unterschrieb. Mit dem Verein aus der Hauptstadt Bangkok spielte er in der Bangkok Metropolitan Region der Liga. Die Saison 2022/23 stand er beim Drittligisten Dragon Pathumwan Kanchanaburi FC in Kanchanaburi unter Vertrag. Am Ende der Saison feierte er mit dem Verein die Meisterschaft der Western Region sowie den anschließenden Aufstieg in die zweite Liga. Nach dem Aufstieg verließ er den Verein und schloss sich dem ebenfalls in die zweite Liga aufgestiegenen Chanthaburi FC an. Sein Zweitligadebüt für den Klub aus Chanthaburi gab Matsunaga am 12. August 2023 (1. Spieltag) im Auswärtsspiel gegen den Erstligaabsteiger Nakhon Ratchasima FC. Bei der 2:0-Niederlage wurde er in der 80. Minute für Tewa Saengnako eingewechselt. Nach 17 Zweitligaspielen wechselte er im Januar 2024 zum ebenfalls in der zweiten Liga spielenden Customs United FC. Am Ende der Saison 2023/24 belegte er mit dem Klub den vorletzten Tabellenplatz und musste somit in die dritte Liga absteigen. In der dritten Liga trat man in der Eastern Region an. Nach insgesamt 27 Ligaspielen wurde sein Vertrag Anfang Dezember 2024 nicht verlängert. Im gleichen Monat nahm ihn der Zweitligist Lampang FC unter Vertrag.

## Erfolge
Dragon Pathumwan Kanchanaburi FC
- Thai League 3 – West: 2022/23  ▲